# Új Idők (együttes)
A 2009-ben alakult Új Idők zenekar elsősorban saját számokat játszó tapolcai rockbanda.  Fazekas Ádám az ütőhangszereket, Czilli Dánielt a basszusgitárt, Szijártó János a szóló- és ritmus gitárt kezeli, valamint a gitár mellett énekel, ő írja a szövegeket és a zenét is.